# Юнія Лепіда
Юнія Лепіда (*Junia Lepida, 23 —після 65) — римська матрона часів Римської імперії.

## Життєпис
Походила з патриціанського роду Юніїв. Донька Марка Юнія Сілана, консула 19 року, і Емілії Лепіди. Була прапраонукою імператора Августа. Була одружена з Гаєм Касієм Лонгіном, консул-суфектом 30 року.
В їхньому будинку виховувався її небіж, Луцій Юній Сілан Торкват. У 65 році Лепіда була звинувачена в інцесті з небожем і чаклунстві. Розглянувши цю справу, сенат передав імператорові Нерону вирішити долю Лепіди. Його вердикт невідомий.

## Родина
Чоловік — Гай Кассій Лонгін, консул 30 року
Діти:
- Кассія Лонгіна, дружина Гнея Доміція Корбулона
- Кассій Лепід